# Saint-Barthélemy-d'Anjou
Pour les articles homonymes, voir Saint-Barthélemy.
Saint-Barthélemy-d'Anjou est une commune française située dans le département de Maine-et-Loire, en région Pays de la Loire. Elle se trouve dans la banlieue est d'Angers.
La viticulture, la production ardoisière, ainsi que l'occupation durant la Seconde Guerre mondiale ont marqué son histoire.

## Géographie

### Localisation
Commune angevine, Saint-Barthélemy-d'Anjou se situe dans la partie Est de l'agglomération d'Angers.
Elle se trouve sur les unités paysagères de la Confluence angevine et des Portes du Baugeois.
La commune s'étend sur près de 15 km2 (1 458 hectares) et son altitude varie de 22 à 49 mètres.

### Climat
Pour des articles plus généraux, voir Climat des Pays de la Loire et Climat de Maine-et-Loire.
En 2010, le climat de la commune est de type climat océanique altéré, selon une étude du CNRS s'appuyant sur une série de données couvrant la période 1971-2000. En 2020, Météo-France publie une typologie des climats de la France métropolitaine dans laquelle la commune est exposée à un climat océanique et est dans la région climatique Moyenne vallée de la Loire, caractérisée par une bonne insolation (1 850 h/an) et un été peu pluvieux.
Pour la période 1971-2000, la température annuelle moyenne est de 12,1 °C, avec une amplitude thermique annuelle de 14,2 °C. Le cumul annuel moyen de précipitations est de 648 mm, avec 11,5 jours de précipitations en janvier et 5,8 jours en juillet. Pour la période 1991-2020, la température moyenne annuelle observée sur la station météorologique de Météo-France la plus proche, sur la commune de Beaucouzé à 10 km à vol d'oiseau, est de 12,6 °C et le cumul annuel moyen de précipitations est de 709,3 mm,. Pour l'avenir, les paramètres climatiques de la commune estimés pour 2050 selon différents scénarios d'émission de gaz à effet de serre sont consultables sur un site dédié publié par Météo-France en novembre 2022.

## Urbanisme

### Typologie
Au 1er janvier 2024, Saint-Barthélemy-d'Anjou est catégorisée grand centre urbain, selon la nouvelle grille communale de densité à sept niveaux définie par l'Insee en 2022.
Elle appartient à l'unité urbaine d'Angers, une agglomération intra-départementale regroupant douze  communes, dont elle est une commune de la banlieue,,. Par ailleurs la commune fait partie de l'aire d'attraction d'Angers, dont elle est une commune du pôle principal,. Cette aire, qui regroupe 81 communes, est catégorisée dans les aires de 200 000 à moins de 700 000 habitants,.

### Occupation des sols
L'occupation des sols de la commune, telle qu'elle ressort de la base de données européenne d’occupation biophysique des sols Corine Land Cover (CLC), est marquée par l'importance des territoires artificialisés (54,9 % en 2018), en augmentation par rapport à 1990 (43,2 %). La répartition détaillée en 2018 est la suivante : 
zones industrielles ou commerciales et réseaux de communication (30,2 %), zones urbanisées (22,5 %), prairies (19,2 %), forêts (9,3 %), zones agricoles hétérogènes (9 %), terres arables (7,6 %), espaces verts artificialisés, non agricoles (1,5 %), mines, décharges et chantiers (0,8 %). L'évolution de l’occupation des sols de la commune et de ses infrastructures peut être observée sur les différentes représentations cartographiques du territoire : la carte de Cassini (XVIIIe siècle), la carte d'état-major (1820-1866) et les cartes ou photos aériennes de l'IGN pour la période actuelle (1950 à aujourd'hui).

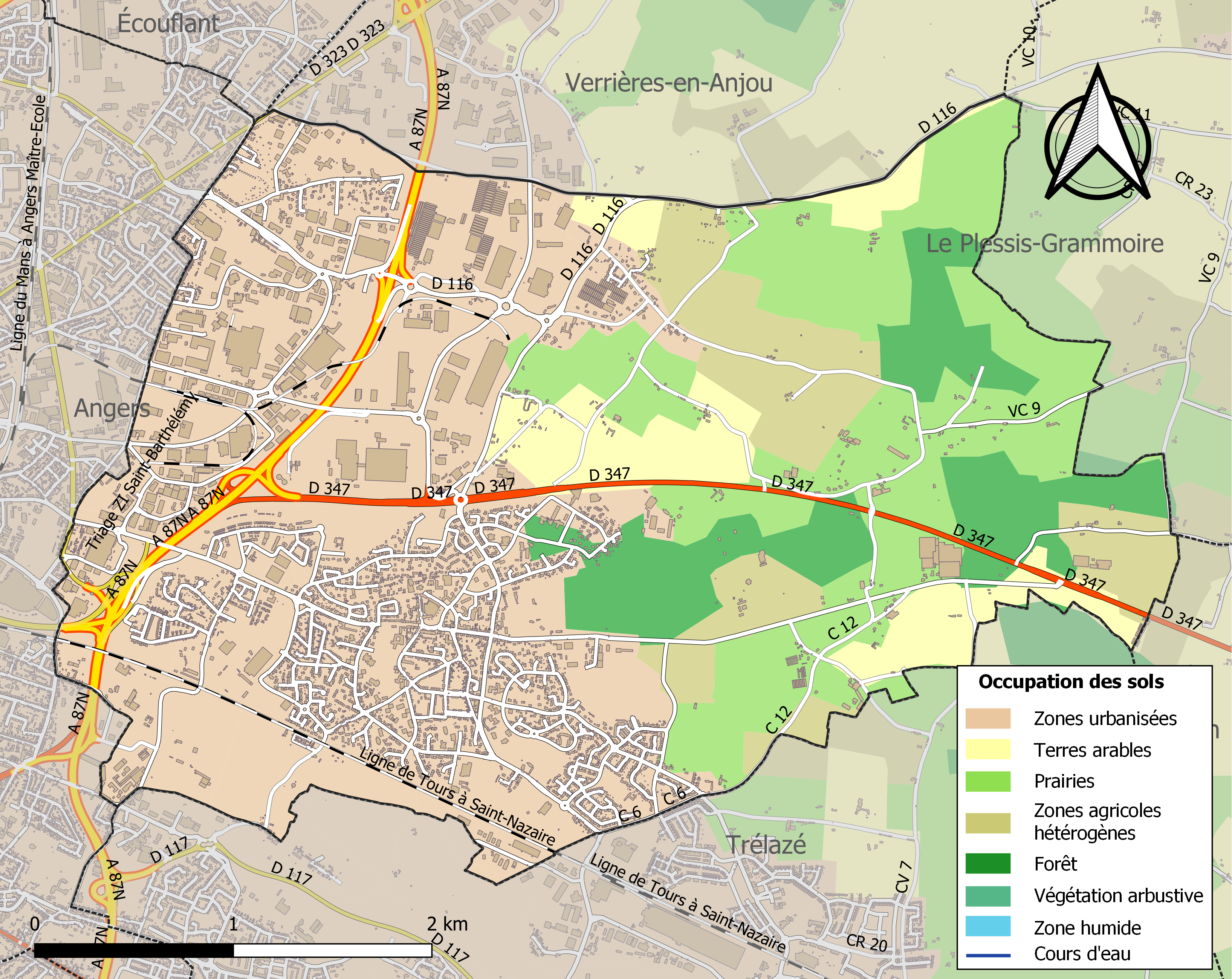
Carte des infrastructures et de l'occupation des sols de la commune en 2018 (CLC).

### Logement
En 2021, le nombre total de logements dans la commune est de 4 550, alors qu'il est de 4 279 en 2015 et de 3 717 en 2010.
Parmi ces logements, 95,1 % sont des résidences principales, 0,6 % des résidences secondaires et 4,3 % des logements vacants. Ces logements sont pour 61,5 % d'entre eux des maisons individuelles et pour 38 % des appartements.
Le tableau ci-dessous présente la typologie des logements à Saint-Barthélemy-d'Anjou en 2021 en comparaison avec celle du Maine-et-Loire et de la France entière. Une caractéristique marquante du parc de logements est ainsi une proportion de résidences principales (95,1 %) supérieure à celle du département (90,4 %) et à celle de la France entière (82,2 %). Concernant le statut d'occupation des résidences principales, 53,6 % des habitants de la commune sont propriétaires de leur logement (53 % en 2015), contre 60,5 % pour le Maine-et-Loire et 57,5 pour la France entière.
| Typologie                                               | Saint-Barthélemy-d'Anjou | Maine-et-Loire | France entière |
| ------------------------------------------------------- | ------------------------ | -------------- | -------------- |
| Résidences principales (en %)                           | 95,1                     | 90,4           | 82,2           |
| Résidences secondaires et logements occasionnels (en %) | 0,6                      | 3,2            | 9,7            |
| Logements vacants (en %)                                | 4,3                      | 6,4            | 8,1            |

### Voies de communication et transports
La rocade Est d'Angers, en limite de Saint-Barthélemy-d'Anjou, est inaugurée en 1992. Elle relie l'autoroute de Nantes-Paris, au nord, à celle de Cholet-Angers, au sud.
Installation d'une halte du chemin de fer sur la commune en 1891 au lieu-dit Croix de Cheminée, puis plus tard d'une gare à la Cressonnière et une autre au Fournil.

## Toponymie
Formes anciennes du nom : Ecclesia Sancti Bartholomei de Verreria en 1178, Beati Bartholomei ecclesia en 1241, Sainct Berthelemer des Landes près d'Angers en 1269, St Barthelemer près Angiers en 1407, St Berthomomer de Chaufour en 1549, Saint-Barthelemy des Perrières en 1652, Bon Air nom révolutionnaire en 1793, Saint-Barthélémy en 1793 et 1801, puis Saint-Barthélemy-d'Anjou en 1922,,.

## Histoire

### Moyen Âge
Saint-Barthélemy-d’Anjou est fondée au XIe siècle. En 1009, le comte d’Anjou Geoffroy Martel fait don d’une partie de « la Terre de Verrières » qui revient ensuite au chapitre de Saint-Laud d’Angers. Le pays n'est jusqu'au XIIe siècle qu'une forêt qui s'étend de la Loire jusqu'au Loir et à la Sarthe.
Au siècle suivant, la plus ancienne demeure de Saint-Barthélemy, appelée « Pignonnière » — prieuré de l’abbesse de Fontevraud — est construite. L’édification de l’église remonte, d’après le premier document à l'évoquer, vers 1178 (archives de Saint-Laud). C’est une église de style roman avec une nef unique. Des modifications y seront apportées par la suite, principalement au cours du XIXe. Au XIIe siècle, un accord est conclu entre l'abbaye de Fontevrault et le chapitre Saint-Laud par lequel ce dernier conserve la dîme de la Pignonnière, sauf des vignes appartenant en propre à Fontevrault,.
Au XIIIe siècle, des établissements religieux, abbayes ou chapitres du clergé d’Angers, y acquièrent des terres pour y cultiver de la vigne. Au cours des siècles suivants, ce sont des notables et riches marchands angevins qui y font construire leur « campagne » — maison de maître ou château — proches de la grande ville où ils résident. Leurs jeunes enfants, dès après leur baptême, sont bien souvent mis en nourrice chez le closier qui exploite leurs terres.

#### Vignoble de Saint-Barthélemy-d’Anjou
Jusqu’au XIIe siècle, les environs d’Angers sont couverts d’une immense forêt occupant la vallée de la Loire et de l’Authion ainsi que les plateaux de Saint-Barthélemy, Saint-Sylvain jusqu’aux vallées du Loir et de la Sarthe. Quand la forêt fut peu à peu défrichée, on planta surtout de la vigne, « cette terre neuve, donnée à vil prix, fut trouvée très propre à produire dans ces premiers temps et en quantité d'excellents vins blancs, d’ailleurs classés au second rang des crus d’Anjou, après la Coulée de Serrant.
Les établissements religieux sont à l'origine de cet essor, que ce soient les grandes abbayes angevines comme Fontevraud ou Chaloché, ou bien plus lointaines comme les évêques de Saint-Malo. Tous avaient là un domaine avec logis et vignes,,,.

### Temps modernes
Dès le XVIe siècle, mais principalement aux XVIIe et XVIIIe, les notables et les bourgeois d’Angers vont acquérir peu à peu des terres avec plusieurs quartiers de vigne pour y construire leurs maisons de plaisance.
La tendance s'inverse ensuite. Les belles récoltes diminuent, et à la veille de la Révolution, lors de la rédaction du cahier de doléances, les closiers se plaignent de payer une dîme toujours plus élevée alors que la terre s'épuise, produit un vin de moindre qualité et en quantité plus restreinte. Ils déplorent aussi l'état des chemins, médiocres et défoncés, qui, selon eux, entrave grandement le commerce du vin, dont la paroisse tire l'essentiel de ses revenus.
La paroisse dépend au XVIIIe siècle de l'archidiaconé, de l'élection, des aides et du grenier à sel d'Angers.
En 1709, l'hiver au froid extrême détruit blé, vignes, arbres, bétail, et des gens meurent de la disette. Une épidémie de dysenterie tue 40 personnes sur 750 en 1779.
Le château de Pignerolle est construit en 1776 pour le compte de Marcel Avril de Pignerolle, écuyer de la Grande écurie du roi, directeur de l'Académie d'équitation d'Angers.

### Époque contemporaine
En 1789, les habitants élisent deux délégués à l'assemblée générale de la province devant désigner les députés de l'Assemblée nationale. Rédaction d'un cahier de doléances (impôts, justice, droit de chasse, protection des cultures pillées par les perreyeurs, droit d'hospitalisation à Angers…). Élection d'un député au comité anti-gabelle (impôt sur le sel). Le 21 janvier 1790, Pierre Drouin, fermier général de la Pignonnière, est le premier à porter le titre de maire de Saint-Barthélemy-d’Anjou.
Durant la Révolution, de nombreuses propriétés appartenant à l’Église, confisquées comme biens nationaux, seront vendues aux enchères comme la Grange, la Pignonnière, l'aumônerie, la Claverie, la Cressonnière et le presbytère.
En 1793, apparition des jurés populaires, participation à l'œuvre de défense nationale, armement des citoyens, réquisition pour l'armée de Loire. Les Vendéens occupent le bourg et brûlent en partie les archives de la paroisse. Saint-Barthélemy prend le nom de Bon-Air,.
Les habitations se multiplient sur le territoire en 1806, la bourgeoisie possède les terres et la commune est totalement démunie. Pour payer le garde champêtre chargé de la prévention du pillage des cultures, un impôt est levé sur toutes les propriétés non closes. Pour échapper à cet impôt, nombre de champs et maisons de maîtres se ceinturent de murs d'ardoise.
La Restauration de la monarchie (1814-1830) est marquée par l’occupation prussienne et entraîne des réquisitions diverses et frais d’occupation. Sous le Second Empire, les premiers travaux d’urbanisme sont mis en œuvre. Vers 1870, la commune est touchée par la pauvreté grandissante, due en partie à l’effort de guerre. La situation s’aggrave pendant l’hiver 1870-1871, frappée par le grand froid, la classe ouvrière se retrouve en grande détresse.
La IIIe République (1870-1940) est marquée par l’essor des écoles au sein de la commune et par l’instauration de la laïcité dans celles-ci. Une série de grandes grèves frappe la commune de 1891 à 1913 et témoigne de la précarité dans laquelle vivent les ouvriers du secteur ardoisier.
Le moulin-tour des Hardouinières est construit en 1871. Ayant perdu ses ailes, il cesse de fonctionner en 1949.

#### Ardoisières
Au XIXe siècle, des ardoisières, situées dans la partie sud de la commune, sont encore en activité ; gisement qui se prolonge sur la commune voisine de Trélazé. De nombreux Bretons, venus travailler aux ardoisières proches de Trélazé, s'installent à Saint-Barthélemy durant la seconde moitié du XIXe, augmentant ainsi sa population qui déclinait,. La fin du XIXe et le début du XXe se caractérise par l’exploitation de l’ardoise dans les galeries souterraines de Saint-Barthélemy-d’Anjou et de Trélazé. En l’espace de 20 ans, le nombre d’ouvriers est presque multiplié par deux, soit 620 ouvriers sur la période 1850-1859 et 1 000 sur celle de 1900-1909, avec une importante communauté bretonne. De nombreuses ouvrières sont employées également par les Établissements Bessonneau (Filatures, corderies et tissages d’Angers).
L'exploitation ardoisière sur la commune est abandonnée en 1891.

#### Déclin du vignoble
En 1829, le vignoble exploité par 110 viticulteurs, fait encore 166 hectares, essentiellement sur la partie sud de la commune ; à l’exception de quelques clos de rouge apparus vers 1860, le blanc « chenin blanc » domine à la Jaudette, à la Pellerinière, à Saint Nicolas, au Pressoir Franc, à Monfriloux, à la Lignerie.
C’est la crise du phylloxéra qui va être fatale au vignoble bartholoméen, apparu en 1876. L’alerte est donnée en août 1883, mais la maladie s’étend rapidement sur l’ensemble de la commune. Les meilleures vignes sont en partie détruites par l’insecte ravageur. Après plusieurs essais de traitement inefficaces, coordonnés par le préfet, la décision d’introduire des plants étrangers n’est prise qu’en 1890 et autorisé sur l'ensemble du canton en 1893.
Ce ne sera qu'après plusieurs années que le vin de Saint-Barthélemy retrouve sa réputation d’excellent vin ; mais en raison de l’augmentation des coûts d’exploitation, tout le vignoble n’est pas replanté. À l’occasion de successions, les vignes sont souvent achetées par de simples amateurs de vin : artisans, commerçants ou perreyeurs ; un morcellement qui annonce une disparition progressive.
En 1922, un arrêté accorde la nouvelle appellation « Saint-Barthélemy-d'Anjou » qui avait été proposée par le conseil municipal. Paul Maisonneuve, auteur de L’Anjou, ses vignes et ses vins, mentionne l'existence à Saint-Barthélemy d'un vignoble d'une superficie de 91 hectares pour une production de 2 853 hectolitres. Une production réservée à un usage quasiment domestique à partir de cépages sebel, bacot, noah, etc.
Le recensement agricole de 1942 révèle que la commune n'a plus que 24 hectares de vignes. Deux appellations distinctes sont attribuées aux différentes parcelles : « Anjou » et « Anjou coteaux de la Loire ». En 1965, à l’aube de l’urbanisation intense de la commune, il n’en reste que 10. Enfin, en 1995, le Comité national des appellations n’identifie plus aucune parcelle de production de vin d’appellation.

#### De la Première à la Seconde Guerre mondiale
Pendant la Première Guerre mondiale, à l’initiative du maire, Joseph de Saint-Chamant et de René Bazin, une garde communale, constituée des hommes non mobilisables, est mise en place afin de protéger femmes, enfants, vieillards et aussi les récoltes. De plus, durant cette période, un bureau de bienfaisance est mis en place par le conseil municipal pour assister les familles nombreuses, les indigents, fournir des repas aux enfants pauvres dont les pères sont au front. Après la guerre, un monument aux morts sera érigé dans le cimetière pour commémorer le sacrifice des 55 Bartholoméens morts au combat.
L’entre-deux guerres est une période de modernisation, avec l’électrification de la commune en 1923 (le bourg).
La commune décide de construire en 1927, avec la Commission des Ardoisières, une cité ouvrière à l’emplacement du Clos de la Lignerie pour loger les carriers travaillant aux ardoisières de Trélazé,.
La Seconde Guerre Mondiale débute à Saint-Barthélemy-d’Anjou dès le 2 septembre 1939 avec la formation du 125e régiment d’infanterie, sous le commandement du colonel Tauréo, qui occupe le parc de Pignerolle et certains bâtiments. De nombreux soldats du 125e sont morts au front en 1940, 45 prisonniers étaient originaires de Saint-Barthélemy-d’Anjou,.
Le gouvernement polonais, contraint de fuir son pays, s’installe le 2 décembre dans le château de Pignerolle qui devient la résidence de Wladyslaw Raczkiewicz, président de la République polonaise. Ils choisissent ce lieu en raison de la proximité avec la capitale ainsi que les liens unissant l’Anjou et la Pologne. Le château de la Romanerie devient dans le même temps la résidence de l'ambassadeur d'Angleterre auprès du gouvernement polonais en exil. Le 14 juin 1940, les Polonais sont contraints de fuir à nouveau l’invasion allemande,.
À partir du 8 juillet, le domaine de Pignerolle est occupé par l'armée allemande. L'état-major de la Kriegsmarine, sous les ordres de l’amiral Karl Dönitz, s'y installe jusqu’au 9 août 1944. Pignerolle accueille alors un important système de télécommunication permettant le guidage de la flottille de sous-marins évoluant dans l’Atlantique,.
Entre 1939 et 1945, la commune compte huit tués et quarante-quatre prisonniers.

#### La période d’après-guerre
À la sortie de la guerre, en 1946, des habitats d'urgence sont créés dans les baraquements laissés par les troupes allemandes à Pignerolle pour loger jusqu’à 1 000 personnes sinistrées. Cette cité d'urgence ne fermera qu'en 1964,.
En 1948, le premier projet de service d’eau est amorcé. Il faut attendre 1954 pour qu’il soit achevé et que le bourg et les quartiers proches soient desservis. La commune poursuit aussi l’extension du réseau électrique, l’éclairage public, ainsi que le goudronnage progressif des chemins ruraux. À partir de 1957 la commune entreprend un effort de construction à la suite d'une forte augmentation de la population. Un lotissement de 130 pavillons est d’abord construit et appelé Cité Brigitte. En 1962, 60 logements collectifs et 40 pavillons sont bâtis à la Paperie, puis 19 maisons y sont adjointes. Enfin en 1963, une nouvelle cité est érigée à la Lignerie, comprenant 28 collectifs dans un immeuble et 126 pavillons. Les grands travaux d’urbanisme élèvent petit à petit la ville au rang de 7e cité de Maine-et-Loire à partir des années 1960-1970.

#### XXe-XXIesiècles
À partir des années 1960, sur les terres agricoles, la zone industrielle de l’agglomération d’Angers prend son essor. Elle atteindra les 400 hectares. Ce développement rapide se fait conjointement avec l’extension de la zone d’habitat ; le nombre de logements est multiplié par deux entre 1950 et 1990.
Entre 1968 et 1975, 63 % des logements en lotissement sont créés en première couronne et dans les foyers urbains de seconde couronne les mieux desservis par le réseau de communication avec Angers, comme Saint-Barthélemy-d'Anjou. De nouveaux quartiers y apparaissent à partir de 1965 : la Cité-Brigitte, la Paperie, le Clos-des-Roses, la Gemmetrie… ainsi qu'une zone industrielle. Entre 1950 et 1980, la population passe de 2 500 à 9 000 habitants,.
Si la viticulture a disparu, l’agriculture est toujours un peu présente sur le territoire : élevage, maraichage, horticulture, arboriculture.
Le centre-ville est réaménagé dans les années 1980. Le manoir de la Ranloue est restauré en 1978 pour en faire la bibliothèque de la commune. Un nouvel hôtel de ville, conservant la travée centrale de l’ancienne mairie, est inauguré en 1984,,. Des travaux de réaménagement de la mairie sont réalisés ensuite en 2019.
Un musée de la communication voit le jour en 1992 au château de Pignerolle, contenant environ 1 300 pièces, dont 300 postes de radio, collectées par le collectionneur Guy Biraud. L'établissement fermera en 2015,.

## Politique et administration

### Intercommunalité
La commune est intégrée à la communauté urbaine Angers Loire Métropole, elle-même membre du syndicat mixte Pays Loire-Angers.

### Jumelages
Plusieurs associations entretiennent des relations étroites d'amitié et d'échanges avec l'étranger :
- Amitié et échanges Saint-Barth / Gabin avec Gąbin en Pologne ;
- Anjou Madagascar avec Madagascar ;
- Les petits princes des sables aide à la scolarisation d'enfants Touaregs au Mali.

## Équipements et services publics

### Enseignement
- Le collège de la Venaiserie, trois écoles primaires publiques et une école primaire privée.
- Une école d'enseignement supérieur est implantée sur la commune depuis 1987, l'ESAIP. Elle forme des ingénieurs dans les domaines du numérique et de la prévention des risques. Elle est l'une des 204 écoles d'ingénieurs françaises accréditées au 1er septembre 2020 par la CTI à délivrer un diplôme d'ingénieur[43].

### Santé

#### Établissements spécialisés
La commune accueille plusieurs établissements spécialisés pour l’enfance et l’adolescence. L'aide aux familles est présente sur la commune depuis le XIXe siècle, avec la création de son Bureau de bienfaisance.
- La Claverie : Maison de plaisance du Grand séminaire d’Angers, devenue propriété de la ville d’Angers consécutivement aux lois de séparation des Églises et de l’État de 1905, est transférée aux hospices d’Angers pour y accueillir d’abord l’Institut régional d’Aveugles, de 1912 à 1926, puis un « aérium » destiné aux enfants des écoles dont l’état de santé nécessite la vie en plein air. La Claverie devient ensuite un centre aéré de la ville d’Angers[44],[22].
- La Bélière : Maison de campagne léguée en 1908, à Mgr Baudriller, vicaire général de la cathédrale. Il y fonde L’œuvre de Bethléem, un sanatorium destiné aux enfants chétifs de la ville d’Angers et tenu par les sœurs de la Providence de La Pommeraye. La Bélière devient ensuite un institut médico-éducatif qui accueille et accompagne des enfants et adolescents de 6 à 16 ans présentant une déficience intellectuelle[18].
- Le Colombier et La Marmitière sont deux châteaux propriété de l’Association pour la sauvegarde de l’enfance et de l’adolescence (ASEA).
  - Le Colombier a appartenu pendant tout le XIXe siècle à la famille Brillet de Villemorge avant de devenir maison de campagne du collège Saint-Martin d’Angers. En 1917, c’est l’Association d’action éducative et sociale qui l’acquière pour en faire une colonie de vacances, maison de repos et école d’horticulture : « toutes œuvres d’éducation populaire » (Journal officiel du 28 novembre 1928). Racheté en 1947 par le département de Maine-et-Loire, la propriété est confiée puis vendue à l’ASEA pour en faire un centre d’observation et d’orientation de jeunes en difficulté[45].
  - La Marmitière appartient au XIIIe siècle à l’abbaye de Savigny puis à des familles de la noblesse et des notables angevins. En 1950, la propriété est vendue à l’ASEA qui en fait, en complément du Colombier, un centre éducatif et professionnel[46].

### Équipements culturels
Équipements culturels sur la commune :
- La médiathèque, installée dans le manoir de la Ranloue en 1982[47].
- Le Théâtre de l'hôtel de ville (THV), attenant à la mairie, ouvert en octobre 1984 (salle de 372 places)[48].
- L'école de musique, le SIAM, qui assure des missions d'enseignement artistique[48],[49].
- La Paperie, centre national des arts de la rue, espace d'exploration artistique pour les œuvres en espace public[50].
- La salle de la Jaudette, rebaptisée Espace culturel Pierre-Audouys en 2013, est un ancien centre de loisirs devenu résidence pour les artistes en 2010. La structure accueille aussi l'association de l'Amicale laïque et la compagnie théâtrale La Balancine[48],[51].
- La salle du complexe de La Cressonnière, ouvert en 1992, accueille toutes sortes d'évènements dont parfois des programmations du THV[52],[48].

## Population et société

### Démographie

#### Évolution démographique
Saint-Barthélemy-d'Anjou compte 135 feux en 1688, 140 feux en 1700, 144 feux en 1720, 153 feux en 1753, 142 feux en 1789 et 772 habitants en 1790.
L'évolution du nombre d'habitants est connue à travers les recensements de la population effectués dans la commune depuis 1793. Pour les communes de moins de 10 000 habitants, une enquête de recensement portant sur toute la population est réalisée tous les cinq ans, les populations de référence des années intermédiaires étant quant à elles estimées par interpolation ou extrapolation. Pour la commune, le premier recensement exhaustif entrant dans le cadre du nouveau dispositif a été réalisé en 2004.

En 2022, la commune comptait 9 496 habitants, en évolution de +3,12 % par rapport à 2016 (Maine-et-Loire : +2,12 %, France hors Mayotte : +2,11 %).
| 1793 | 1800 | 1806 | 1821  | 1831  | 1836  | 1841  | 1846  | 1851  |
| ---- | ---- | ---- | ----- | ----- | ----- | ----- | ----- | ----- |
| 772  | 763  | 914  | 1 035 | 1 074 | 1 082 | 1 225 | 1 200 | 1 162 |

| 1856  | 1861  | 1866  | 1872  | 1876  | 1881  | 1886  | 1891  | 1896  |
| ----- | ----- | ----- | ----- | ----- | ----- | ----- | ----- | ----- |
| 1 230 | 1 260 | 1 266 | 1 155 | 1 202 | 1 248 | 1 306 | 1 165 | 1 267 |

| 1901  | 1906  | 1911  | 1921  | 1926  | 1931  | 1936  | 1946  | 1954  |
| ----- | ----- | ----- | ----- | ----- | ----- | ----- | ----- | ----- |
| 1 328 | 1 368 | 1 283 | 1 402 | 1 502 | 1 847 | 1 961 | 2 207 | 2 444 |

| 1962  | 1968  | 1975  | 1982  | 1990  | 1999  | 2004  | 2006  | 2009  |
| ----- | ----- | ----- | ----- | ----- | ----- | ----- | ----- | ----- |
| 3 938 | 4 241 | 5 965 | 9 129 | 9 369 | 9 832 | 9 281 | 9 075 | 8 822 |

| 2014  | 2019  | 2022  | - | - | - | - | - | - |
| ----- | ----- | ----- | - | - | - | - | - | - |
| 9 318 | 9 210 | 9 496 | - | - | - | - | - | - |

#### Pyramide des âges
La population de la commune est relativement âgée. En 2021, le taux de personnes d'un âge inférieur à 30 ans s'élève à 31,6 %, soit en dessous de la moyenne départementale (36,7 %). À l'inverse, le taux de personnes d'âge supérieur à 60 ans est de 33,3 % la même année, alors qu'il est de 26,5 % au niveau départemental.
En 2021, la commune comptait 4 431 hommes pour 5 029 femmes, soit un taux de 53,16 % de femmes, supérieur au taux départemental (51,4 %).
Les pyramides des âges de la commune et du département s'établissent comme suit.
| Hommes | Classe d’âge | Femmes |
| ------ | ------------ | ------ |
| 0,7    | 90 ou +      | 1,7    |
| 9,8    | 75-89 ans    | 12     |
| 20,2   | 60-74 ans    | 21,8   |
| 20,1   | 45-59 ans    | 20,3   |
| 14,6   | 30-44 ans    | 15,2   |
| 17,3   | 15-29 ans    | 14,8   |
| 17,2   | 0-14 ans     | 14,2   |

| Hommes | Classe d’âge | Femmes |
| ------ | ------------ | ------ |
| 0,9    | 90 ou +      | 2,1    |
| 7      | 75-89 ans    | 9,5    |
| 16,2   | 60-74 ans    | 16,9   |
| 19,4   | 45-59 ans    | 18,7   |
| 18,2   | 30-44 ans    | 17,5   |
| 18,8   | 15-29 ans    | 17,6   |
| 19,5   | 0-14 ans     | 17,6   |

### Manifestations culturelles et festivités
À la fin des années 1990, plusieurs manifestations se déroulent sur la commune : le cross du Courrier de l'Ouest dans le parc de Pignerolle, avec 4 000 participants en 1996, les Rencontres de collectionneurs d'objets scientifiques à l'Orangerie-Pignerolles à l'initiative du musée européen de la communication.

### Sports et loisirs
La commune compte plusieurs centres sportifs : le stade des Ardoises (1968), les complexes sportifs de la Venaisserie (1970), de La Gemmetrie (1975) et de la Cressionnière (1992). Le centre aquatique La baleine bleue comprend plusieurs bassins.
Plusieurs activités sportives sont pratiquées sur la commune comme la gymnastique, le VTT, l'athlétisme, le basket-ball, le baseball, le judo, le badminton, le tennis, le volley-ball, etc. Deux sociétés de boule de fort sont également présentes, Le cercle Saint-Paul (1874) et la Société des Abeilles (1894).
Le cross du Courrier de l'Ouest se déroule au parc de Pignerolle. 2019 en a été sa 45e édition.

## Économie

### Revenus de la population et fiscalité
Le revenu fiscal médian par ménage sur Saint-Barthélemy-d'Anjou est en 2018 de 21 870 €, pour une moyenne sur le département de 21 110 €.

### Population active et emploi
La population âgée de 15 à 64 ans s'élève en 2017 à 5 317 personnes (pour 5 867 en 2007), parmi lesquelles on comptait 74 % d'actifs dont 65 % ayant un emploi et 9 % de chômeurs.
En 2017 on compte 7 871 emplois dans la commune, contre 8 630 en 2007. Le nombre d'actifs ayant un emploi résidant dans la commune étant de 3 489. L'indicateur de concentration d'emploi est de 52 %, ce qui signifie que la commune offre un nombre d'emplois inférieur au nombre d'actifs, indicateur en légère baisse par rapport à 2007 (53 %).

### Économie et industrie
Sur 724 établissements présents sur la commune à fin 2010, 2 % relèvent du secteur de l'agriculture (pour une moyenne de 17 % sur le département), 8 % du secteur de l'industrie, 8 % du secteur de la construction, 68 % de celui du commerce et des services et 15 % du secteur de l'administration et de la santé. Cinq ans plus tard, en 2015, sur les 840 établissements présents, 1 % relèvent du secteur de l'agriculture (pour une moyenne de 11 % sur le département), 7 % du secteur de l'industrie, 8 % de celui de la construction, 69 % du secteur du commerce et des services et 15 % de celui de l'administration et de la santé.
Entreprises industrielles de la commune : l'entreprise Kolmi-Hopen, spécialisée en matériel médical d'usage unique, peut être citée,. Filiale du groupe canadien Medicom, elle a en 2020 la plus importe usine de production de masques de protection en France sur la commune. La distillerie Cointreau est également installée à Saint-Barthélemy-d'Anjou.
Le siège de La Boucherie, chaîne de restaurants grills, est également installé sur la commune.

### Zones industrielles et commerciales
C'est en 1967 que la municipalité décide de créer une zone industrielle commune avec Angers. En 1992, une centaine d'entreprises y sont installées sur 170 hectares.
Une zone artisanale a été créée en 1986, accueillant une douzaine de petites entreprises.
Un centre commercial a été installé dans le centre-bourg.

## Culture locale et patrimoine

### Lieux et monuments
Domaine de Pignerolle :
- Le château de Pignerolle (classé MH) du XVIIIe siècle[70] ;
- Les Bunkers de Pignerolle édifiés durant la Seconde Guerre mondiale dans le parc, dont deux sur les onze sont visitables[71],[72] ;
- L'Orangerie de Pignerolle, du XIXe siècle, avec grandes baies vitrées[71] ;
- Le parc de Pignerolle ;

Demeures inscrites aux Monuments historiques :
- Le manoir de la Ranloue (inscrit MH), gentilhommière des XVIe-XVIIIe siècles, propriété du surintendant Fouquet devenue ensuite la propriété de la commune qui y installerra sa bibliothèque[73],[47] ;
- Le château de la Romanerie (inscrit MH) du XVIIIe siècle, avec porche daté du XVIIe siècle, bâti sur les terres d'un ancien fief et seigneurie relevant de la Pignonnière[74],[75].

Autres demeures anciennes :
- Les Hauts-Bois, maison de maître du XVIIe agrandie au XIXe[75] ;
- La Claverie, ancien domaine avec maison de maître transformée au XIXe siècle par l'architecte Rocques, puis restaurée à la fin du XXe[75] ;
- Le château de Colombier, ancienne maison noble avec chapelle, jardins et vastes clos de vigne[75] ;
- Le château de La Jaudette, des XVIIe et XVIIIe siècles[76] ;
- Les Grandes Héraudières, closerie composée de plusieurs maisons avec chambres basses, cellier et pressoir[75] ;
- La Marmitière, demeure des XVIIIe et XIXe siècles, dont l'origine remonte à l'installation au XIIe siècle de l'abbaye normande de Savigny pour y cultiver des vignes[77],[22] ;
- Le Prieuré de la Pignonnière, plus vieille demeure de Saint-Barthélemy, des XVIe et XVIIe siècles, maison de plaisance comportant au XIIe siècle une chapelle de Pétronille de Chemillé[78],[75] ;
- Le Pressoir Franc, demeure du XVIIIe siècle[79],[75] ;
- Les Rangeardières, maison de maître des XVIIe et XVIIIe siècles[80],[75] ;
- La Villa des Roses, édifiée au début du XXe siècle par un marchand de matériaux originaire de Briollay, maison de maître et de vigneron, elle est constituée d'appareillages de pierre, briques et tuffeaux ouvragés[75] ;
- La demeure de La Saillerie, du XIXe siècle, avec grand corps central à trois niveaux élevé sur une cave semi-enterrée et encadré par deux pavillons[75] ;
- Le château de La Venaiserie, des XVIIIe et XIXe siècles, sur le site d'un rendez-vous au XIIe des comtes d’Anjou à l'orée de la forêt de Verrières[81],[75].

Autres ouvrages :
- L'église Saint-Barthélemy, modifiée en 1838 avec l'ajout de deux chapelles latérales formant le transept, reconstruction de l'abside en 1873 et nouveau clocher mis en place en 1875[82] ;
- Le monument aux morts, érigé dans le cimetière à la suite des décisions de 1919 du conseil municipal[82] ;
- Les vestiges du moulin-tour des Hardouinières, du XIXe siècle, qui cessa de fonctionner à l'énergie éolienne en 1949, et définitivement en 1953, après avoir fonctionné quelque temps avec un moteur diésel[16],[83],[75] ;
- Le parc des Ardoisières, situé sur les communes de Saint-Barthélemy et de Trélazé, ancien site d'exploitation de l'ardoise réaménagé au début du XXIe siècle en espace naturel de près de 100 hectares, aux abords duquel on trouve le Musée de l’ardoise de Trélazé[84] ;
- Le parc de l'Europe ;
- Le parc de la Jaudette.
- Le Carré Cointreau est un musée consacré au producteur de liqueurs installé sur la commune[85].

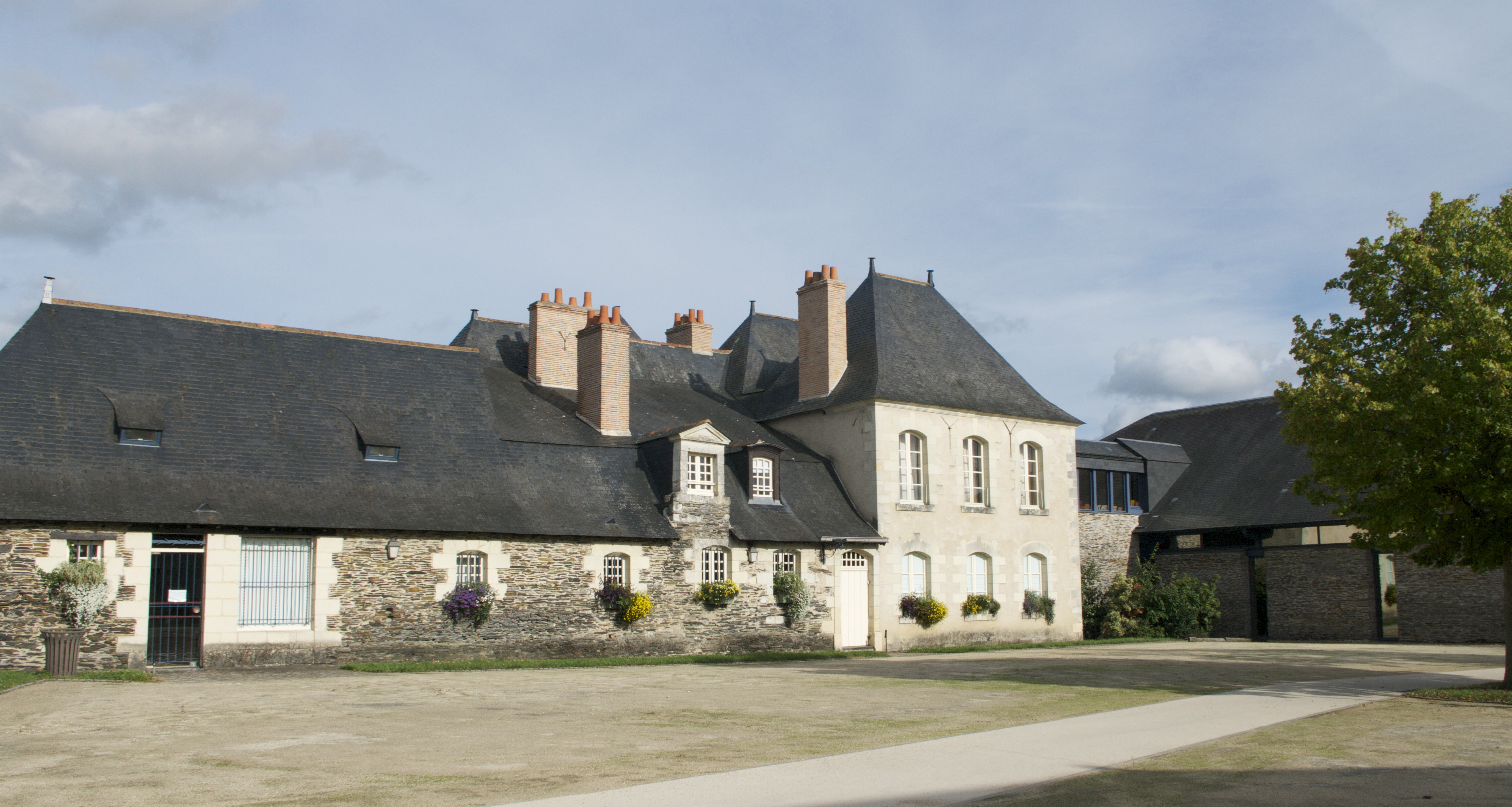
Manoir de la Ranloue.
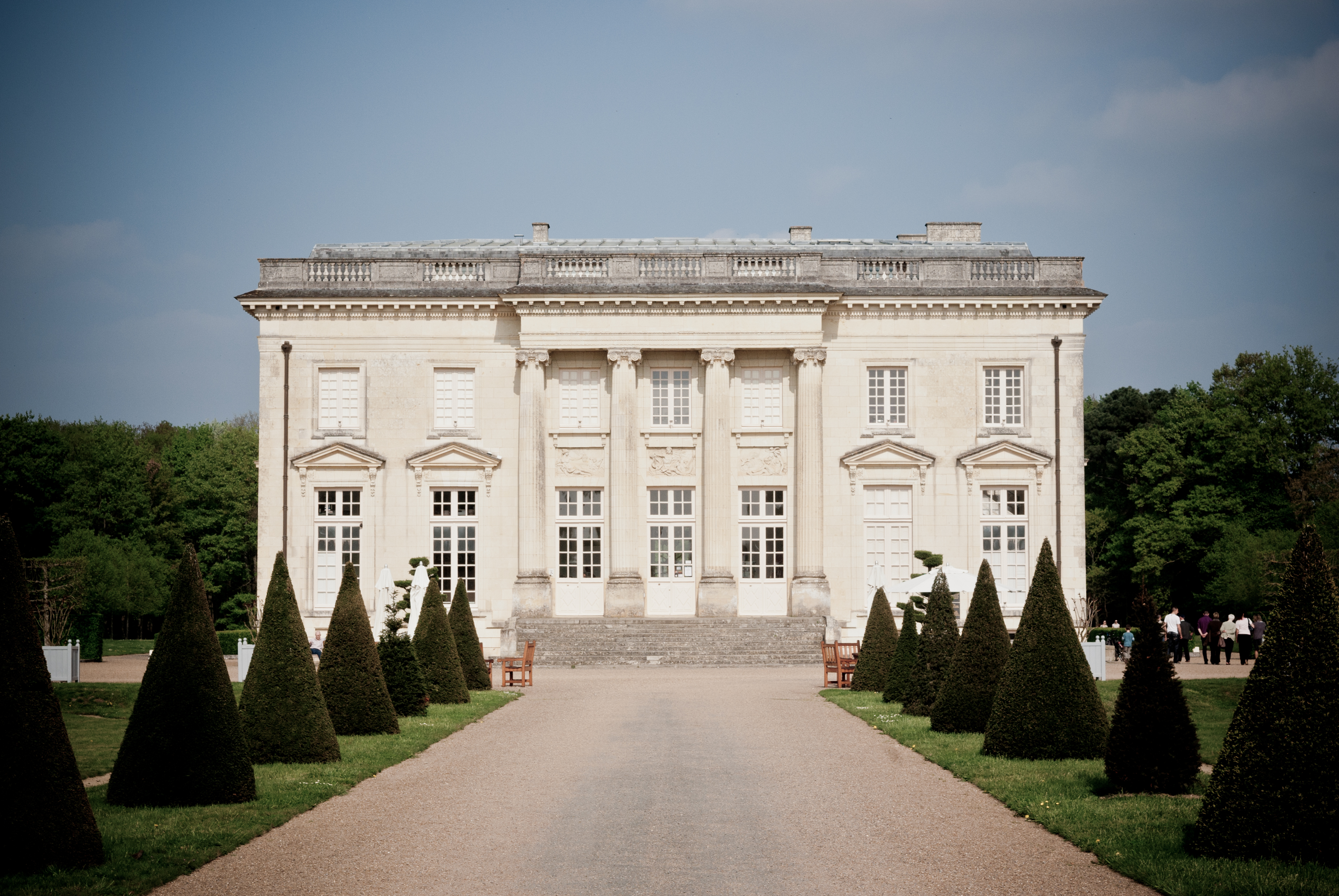
Château de Pignerolle.

### Personnalités liées à la commune
- Pétronille de Chemillé (~1090-1149), La Pignonnière, première abbesse de Fontevraud.
- Henri-Pierre Delaage (1756-1840), château de Vaugoyeau, général, baron d’Empire, botanophile, obtenteur de roses.
- Prégent Brillet de Villemorge (1770-1836), Le Colombier, carrière militaire, maire d’Angers de 1816 à 1830.
- Louis Pavie (1782-1859), Les Rangeardières, imprimeur, homme de lettres, ami de Victor Hugo, David d’Angers, et ses fils Victor Pavie (1808-1886), écrivain, poète, historien d’art et Théodore Pavie (1811-1896), grand voyageur, écrivain et orientaliste.
- René Bazin (1853-1932), Les Rangeardières, écrivain, académicien, conseiller municipal de la commune de 1904 à 1932[17].
- Victor Chatenay (1886-1965), La Romanerie, directeur des établissements Brisset (alimentation), résistant, maire d’Angers de 1947 à 1959, sénateur puis député entre 1948 et 1959.
- Jean Monnier (1930-2018), ébéniste, maire d’Angers de 1977 à 1988.

### Héraldique
| Blason de Saint-Barthélemy-d'Anjou | Blason  | Écartelé : au 1er d'azur à trois fleurs de lis d'or et à la bordure de gueules, au 2e d'argent à la grappe de raisin de sinople, au 3e d'argent au bouquet de trois feuilles de chêne de sinople, au 4e de gueules au badelaire haut d'or posé en bande. |
| Blason de Saint-Barthélemy-d'Anjou | Détails | Le statut officiel du blason reste à déterminer. |

La commune a fait réaliser un blason en 1975 qui a été abandonné au profit d'un logo en 1991.